# Andrea Cote Botero
Plantilla:Promotional.
Andrea Cote Botero (Barrancabermeja, Santander, 27 de julio de 1981) es una poeta y escritora colombiana.

## Biografía
Hija del exalcalde del municipio de Barrancabermeja Edgar Cote Gravino —fallecido en un siniestro aéreo en 2012—, Cote Gravino fue polémico porque se hizo elegir por el Polo Democrático y terminó renunciando a dicho partido, después de que el entonces senador Gustavo Petro lo denunciara por haberse juntado con los paramilitares para gobernar.  y de Liliana Botero Zuluaga, Andrea se crio en su ciudad natal de Barrancabermeja. Después de terminar la enseñanza secundaria, se mudó a Bogotá para estudiar literatura en la Universidad de los Andes. y más tarde hizo un doctorado en Literatura Latinoamericana en la Universidad de Pensilvania.
Entre sus publicaciones destacan la colección de poemas Puerto Calcinado (2003), el ensayo Blanca Varela y la escritura de la soledad (2004), la biografía de Tina Modotti Fotógrafa al desnudo (2005) y A las cosas que odié (2008), libro incluido en la Antología de la Nueva Literatura Colombiana Transmutaciones en 2010.
Su antología de poemas Puerto calcinado ha sido traducida a múltiples idiomas (árabe, catalán, francés, inglés, italiano, macedonio); en Italia la versión del libro el premio Citta di Castrovillare al mejor libro de poesía editado en ese país europeo en 2010. En el año 2016 fue publicada en la antología Il fiore della poesia latinoamericana d'oggi (Secondo Volume: America meridionale – I)
Tradujo al español a los poetas Khalil Gibrán, Jericho Brown y Tracy K.Smith. Es profesora de poesía de la maestría bilingüe en escritura creativa de la Universidad de Texas en El Paso.
La novelista y poetisa colombiana Piedad Bonnett ha dicho sobre ella: 

"Andrea Cote es hoy por hoy una de las voces jóvenes más interesantes de nuestra poesía. La suya recrea, en un lenguaje ambiguo, pleno de significados, un mundo muy propio, de tendencia intimista, poblado de elementos recurrentes que señalan la urgencia de sus fantasmas, la necesidad de transformar la experiencia en palabra".

## Obras
- Puerto calcinado (2003)
- Blanca Varela y la escritura de la soledad (2004)
- Una fotógrafa al desnudo (2005)
- A las cosas que odié (2008)
- La ruina que nombro (2015)
- En las praderas del mundos (2019)
- "Fervor de tierra, poesía reunida" (Tusquets, 2023)

## Premios y reconocimientos
- Premio Nacional de Poesía Joven 2002 (Universidad Externado de Colombia)
- Premio Mundial de Poesía Joven Puentes de Struga 2005, otorgado por la UNESCO y el Festival de Poesía de Macedonia
- Premio al Mejor Libro de Poesía Editado por Puerto calcinado (Citta di Castrovillare), Italia, 2010.[6]
- Premio Internacional del Libro Latino 2020 como editora de la antología Pájaros de sangre. Diecisiete poetas colombianas. 1889-1964. Concedido por el Latino Literacy Now, de Estados Unidos, una organización cofundada por Edward James Olmos, el empresario cultural Kirk Whisler y Reforma, una rama de ALA (American Library Association).[7]
- Premio Casa de América de Poesía Americana 2024,  por Querida Beth. Galardón concedido por Casa de América, España, en su XXVI Edición. El jurado compuesto por León de la Torre Krais, Daisy Zamora,  Benjamín Prado,  Javier Serena,  y Jesús García Sánchez, ha valorado  "poesía certera y emocionante con hallazgos estilísticos continuos y un tono rabiosamente contemporáneo".[5]